# Dary magów
Dary magów – polski film obyczajowy z 1972 roku na podstawie noweli O. Henry'ego. Film z cyklu telewizyjnego Klasyka światowa. Historia młodego małżeństwa, które mimo problemów finansowych, chce obdarować się prezentami w Boże Narodzenie.

## Główne role
- Marta Lipińska – Dominika Tomala
- Janusz Gajos – Juliusz Tomala, mąż Dominiki
- Nina Andrycz – perukarka
- Teofila Koronkiewicz – pani Ewelina, sąsiadka Tomalów
- Barbara Rachwalska – mleczarka
- Bolesław Płotnicki – dozorca Franciszek
- Roman Sykała – jubiler